# Erik Bjuggren
Sven Erik Bjuggren, född 9 juni 1874 i Bondkyrka socken, död 9 januari 1963 i Stockholm, var en svensk militär.
Bjuggren blev 1895 underlöjtnant vid fortifikationen, 1898 löjtnant och 1904 kapten. Bjuggren var lärare i befästningskonst vid Artilleri- och ingenjörhögskolan 1910–1916, chef för Marinförvaltningens fortifikationsavdelning 1917–1924, chef för Arméförvaltningens fortifikationsdepås befästningsavdelning 1917–1924, chef för Svea ingenjörkår 1924–1926 och chef för Göta ingenjörkår 1926–1934. Bjuggren befordrades 1915 till major, 1921 till överstelöjtnant och 1926 till överste. År 1934 tog han avsked från aktiv tjänst. Från 1939 tjänstgjorde han i Fortifikationsstyrelsen.
Bjuggren var 1916–1926 redaktör för Tidskrift i fortifikation. Han var även ordförande i Eksjö stadsfullmäktige 1934 och inspektor för Eksjö högre allmänna läroverk 1932-1935. Bjuggren har författat Fästningsbyggnadslära (1912), Fästningar och fästningsstrid (1915) men som djupt religiös även Tro och vetande i trosbekännelsen (1928), Vad innebär en kyrkoreformation? (1938), Världsalltet, människan, Gud och sedelagen (1939) jämte uppsatser bland annat i tidskriften Religion och kultur. 
Bjuggren invaldes 1917 som ledamot i Krigsvetenskapsakademien. Han blev riddare av Svärdsorden 1916 och av Nordstjärneorden 1921 samt kommendör av andra klassen av Svärdsorden 1929 och kommendör av första klassen 1932. 
Erik Bjuggren var son till kaptenen Edward Bjuggren och Beata Lundberg. Han var från 1902 gift med Ketty Ellsén (1882–1969). De blev föräldrar till Björn och Ulf Bjuggren. Makarna är begravda på Lidingö kyrkogård.